# Franz von Bayros

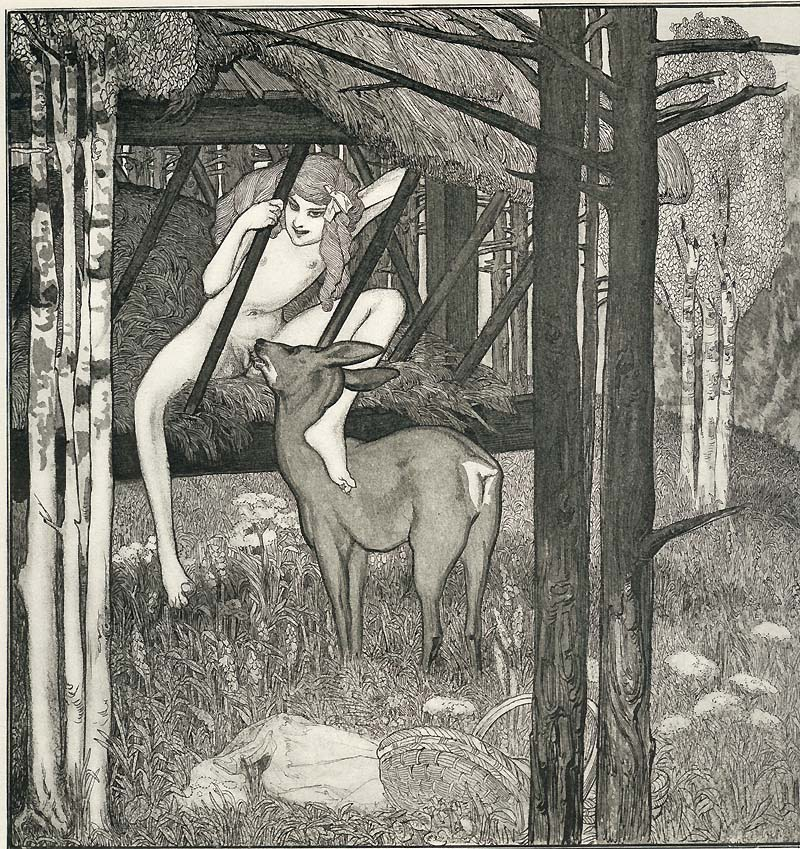
Muchacha con un ciervo. Pintura de Franz von Bayros.

Franz von Bayros (nació en Zagreb el 28 de mayo de 1866 ,hijo de un noble español y murió en Viena el 3 de abril de 1924) fue un artista austriaco, ilustrador y pintor, destacándose por su estilo gráfico. Hizo una serie de dibujos eróticos, que representaba la belleza terrenal en posiciones comprometedoras. Una de sus pinturas eróticas fue, "Erzählungen vom Toilettentisch" Cuentos de la mesa del tocador, que hizo que Franz Von Bayros se hiciera famoso.En 1911, la policía de Múnich lo persiguió a causa de sus pinturas y lo obligó a salir de Alemania. Von Bayros pertenecía al movimiento Decadentismo. 
A la edad de 17 años, pasó el examen de ingreso en la Academia de Viena con Eduard von Engerth. Von Bayros era mixto en la sociedad elegante y antes perteneció al círculo de amigos de Johann Strauss (hijo),con cuya hijastra Alicia se casó en 1896. Al año siguiente, von Bayros se trasladó a Múnich. En 1904, von Bayros dio su primera exposición en Múnich, que fue un gran éxito. Desde 1904 hasta 1908, von Bayros viajó a París e Italia por sus estudios. El estallido de la Primera Guerra Mundial fue un contratiempo para von Bayros.El artista murió por una Hemorragia cerebral.
Dibujó cerca de 2000 pinturas en toda su vida. Su legado son obras sobre lo erótico, pero elegante. La mayor parte del tiempo se lo pasaba en eso.